# Wojtołowka (stacja kolejowa)
Wojtołowka (ros. Войтоловка) – towarowa stacja kolejowa w pobliżu miejscowości Wojtołowo, na granicy rejonów kirowskiego i tośnieńskiego, w obwodzie leningradzkim, w Rosji. Położona jest na kolejowej obwodnicy Petersburga.